# アルゴリダ県

アルゴリダ県
Περιφερειακή ενότητα Αργολίδας測地系: 北緯37度40分 東経22度50分 / 北緯37.667度 東経22.833度座標: 北緯37度40分 東経22度50分 / 北緯37.667度 東経22.833度

アルゴリダ県（アルゴリダけん、現代ギリシャ語: Αργολίδα / Argolída） または アルゴリス県（古代ギリシア語・カサレヴサ: Ἀργολίς / Argolís）は、ギリシャ共和国のペロポネソス地方を構成する行政区（ペリフェリアキ・エノティタ）のひとつ。県都はナフプリオ。

## 地理
アルゴリダ県は、ペロポネソス半島の東部に位置し、県の中央部にのみ農地が多く見られる。県南部および東部は海岸であり、西部と北東部、東部は高地となっている。主な県の生産物はオレンジやオリーヴなどである。
アルゴリダ県の西および南西はアルカディア県、北はコリンティア県、東および南東はピレウス県のトリジンにそれぞれ接している。また、県の南はアルゴリコス湾に面している。古代のアルゴリスの領域は、トリジンを含んでいた。
県の北西部には、リルキア山脈やトラヒ山脈が走っている。

### 主要な都市
人口3000人以上の都市には以下がある（人口はいずれも2001年国勢調査）。
- アルゴス （アルゴス＝ミネキス市） - 24,239人
- ナフプリオ（ナフプリオ市） - 13,822人
- クラニディ（英語版） （エルミオニダ市） -  6,719人

- アルゴスの古代遺跡と現市街
- ナフプリオ
- クラニディ（撮影：costas78）

## 歴史
1833年から1899年まで、アルゴリダ県はイドラ島やスペツェス島（en:Spetses）、キティラ島なども含まれた、アルゴリドコリンティア県の一部であった。また、1909年にはコリンティア県の地域も編入されたが、1949年にコリンティア県が分割された。
1998年には、洪水による大きな被害を受けた。

## 行政区画

アルゴリダ県

### 市（ディモス）
アルゴリダ県は、以下の自治体（ディモス、市）から構成される。人口は2001年国勢調査時点。
|   | 自治体名           | 綴り          | 政庁所在地          | 面積 Km² | 人口   |
| - | ------------------ | ------------- | ------------------- | -------- | ------ |
| 1 | ナフプリオ         | Ναύπλιο       | ナフプリオ (el)     | 387.8    | 33,406 |
| 2 | アルゴス＝ミキネス | Άργος-Μυκήνες | アルゴス (el)       | 1,002.6  | 48,188 |
| 3 | エピダヴロス       | Επίδαυρος     | アスクリピイオ (en) | 338.1    | 9,275  |
| 4 | エルミオニダ       | Ερμιονίδα     | クラニディ (el)     | 417.6    | 14,901 |

### 旧自治体（ディモティキ・エノティタ）

アルゴリダ県の旧自治体（1999年 - 2010年）

カリクラティス改革（2010年）以前の広域自治体（ノモス）としてのアルゴリダ県は、以下の16の基礎自治体（14のディモス、2つのキノティタ）から構成されていた。改革後、旧自治体は新自治体（ディモス）を構成する行政区（ディモティキ・エノティタ）となっている。
|    | 旧自治体           | 綴り         | 政庁所在地             | 新自治体           |
| -- | ------------------ | ------------ | ---------------------- | ------------------ |
| 1  | ナフプリオ         | Ναύπλιο      | ナフプリオ             | ナフプリオ         |
| 2  | アルゴス           | Άργος        | アルゴス               | アルゴス＝ミキネス |
| 3  | アシニ             | Ασίνη        | ドレパノ               | ナフプリオ         |
| 4  | アスクリピイオ     | Ασκληπιείο   | リグリオ               | エピダヴロス       |
| 5  | エピダヴロス       | Ἐπίδαυρος    | アルヘア・エピダヴロス | エピダヴロス       |
| 6  | エルミオニ         | Ερμιόνη      | エルミオニ             | エルミオニダ       |
| 7  | クツォポディ       | Κουτσοπόδι   | クツォポディ           | アルゴス＝ミキネス |
| 8  | クラニディ         | Κρανίδι      | クラニディ             | エルミオニダ       |
| 9  | レルナ             | Λέρνα        | ミリ                   | アルゴス＝ミキネス |
| 10 | リルキア           | Λυρκεία      | リルキア               | アルゴス＝ミキネス |
| 11 | ミデア             | Μιδέα        | アヤ・トリアダ         | ナフプリオ         |
| 12 | ミキネス           | Μυκήνες      | ミキネス               | アルゴス＝ミキネス |
| 13 | ネア・キオス       | Νέα Κίος     | ネア・キオス           | アルゴス＝ミキネス |
| 14 | ネア・ティリンタ   | Νέα Τίρυνθα  | ティリンス             | ナフプリオ         |
| 15 | アレア ※           | Αλέα         | スコティニ             | アルゴス＝ミキネス |
| 16 | アフラドカンボス ※ | Αχλαδόκαμπος | アフラドカンボス       | アルゴス＝ミキネス |

- Διοικητική διαίρεση νομού Αργολίδας - アルゴリダ県の自治体・集落一覧（1999年 - 2010年）

### 郡（エパルヒア）
県には以下の3つの郡（エパルヒア）があったが、2006年以降法的な位置づけは行われていない。
| 郡名                | 綴り      | 中心地     |
| ------------------- | --------- | ---------- |
| アルゴス郡 (en)     | Άργος     | アルゴス   |
| ナフプリア郡 (en)   | Ναυπλία   | ナフプリオ |
| エルミオニダ郡 (en) | Ερμιονίδα | クラニディ |

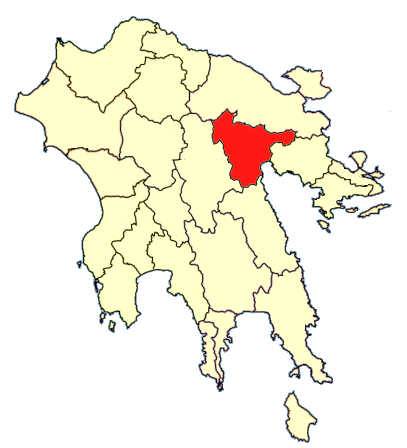
アルゴス郡
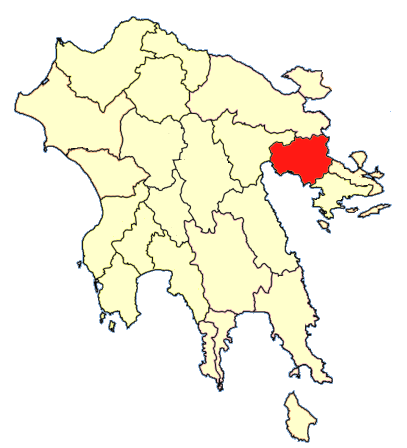
ナフプリア郡
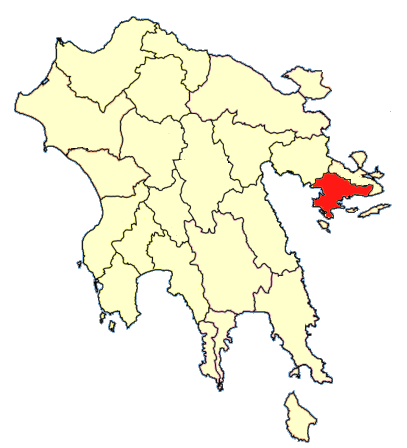
エルミオニス郡

## 交通
- 欧州自動車道路E65号線
- 国道7号線
- 国道70号線

## マスメディア

### 新聞
- Argeiakon Bima
- Ta Nea tis Argolidos

### ラジオ
- Argaiki Radiofonia
- Argos Radio Deejay
- Cool FM
- Dimotiko Radiofoniou Nafpliou
- Radio Argolida
- Radio Ermionida
- Radio Kranidi
- Style 89.6

### テレビ
- Max TV